# Lafoea coalescens
Lafoea coalescens är en nässeldjursart som beskrevs av George James Allman 1877. Lafoea coalescens ingår i släktet Lafoea och familjen Lafoeidae. Inga underarter finns listade i Catalogue of Life.